# فهرست ایرانیان در شاهنامه

## الف
- اشکش
- الوا

## ب
- برته
- برزین
- برمایه
- بهرام (پهلوان)
- بیژن

## پ
- پشنگ

## ت
- توس (پهلوان)

## ج
- جمشید

## خ
- خراداد
- خسرو

## ر
- رستم
- رهام

## ز
- زال
- زنگهٔ شاوران
- زواره (پهلوان)

## س
- سام
- سهراب
- سیاوش

## گ
- گردآفرید
- گرشاسب
- گرگین
- گستهم
- گشتاسب
- گودرز
- گیو

## ف
- فرامرز
- فريبرز
- فرود ( پسر سياوش)
- فرانك
- فرشيدورد